# Atomaria gutta
Atomaria gutta é uma espécie de insetos coleópteros polífagos pertencente à família Cryptophagidae.
A autoridade científica da espécie é Newman, tendo sido descrita no ano de 1834.
Trata-se de uma espécie presente no território português.